# Санта-Мария-Реджина-Мунди-а-Торре-Спакката (титулярная церковь)
Санта-Мария-Реджина-Мунди-а-Торре-Спакката (лат. Titulus Sanctae Mariae Reginae Mundi in loco Torre Spaccata)) — титулярная церковь была создана Папой Иоанном Павлом II 28 июня 1988 года. Титул принадлежит приходской, с 30 ноября 1961 года, церкви Санта-Мария-Реджина-Мунди-а-Торре-Спакката, расположенной во квартале Рима Дон Боско, на виа Аугусто Лупи.

## Список кардиналов-священников титулярной церкви Санта-Мария-Реджина-Мунди-а-Торре-Спакката
- Симон Игнатий Пимента — (28 июня 1988 — 19 июля 2013, до смерти);
- Орландо Бельтран Кеведо — (22 февраля 2014 — по настоящее время).